# El Costoche
El Costoche är en ort i Mexiko.   Den ligger i kommunen San Francisco Logueche och delstaten Oaxaca, i den sydöstra delen av landet, 400 km sydost om huvudstaden Mexico City. El Costoche ligger 1 538 meter över havet och antalet invånare är 613.
Terrängen runt El Costoche är huvudsakligen kuperad, men söderut är den bergig. Runt El Costoche är det ganska glesbefolkat, med 35 invånare per kvadratkilometer. Närmaste större samhälle är San Cristóbal Amatlán, 9,6 km söder om El Costoche. Trakten runt El Costoche består i huvudsak av gräsmarker.